# Bayan (Harbin)
Bayan (巴彥縣 / 巴彦县,  Bāyàn Xiàn) ist ein Kreis der Unterprovinzstadt Harbin in der nordostchinesischen Provinz Heilongjiang. Bayan hat eine Fläche von 3.143 km² und zählt 420.409 Einwohner (Stand: Zensus 2020). Sein Hauptort ist die Großgemeinde Bayan.

## Administrative Gliederung
Auf Gemeindeebene setzt sich der Kreis aus zehn Großgemeinden und acht Gemeinden zusammen. Diese sind:
| Großgemeinde Bayan (巴彦镇), Sitz der Kreisregierung; Großgemeinde Bayangang (巴彦港镇); Großgemeinde Heishan (黑山镇); Großgemeinde Longmiao (龙庙镇); Großgemeinde Longquan (龙泉镇); Großgemeinde Tianzeng (天增镇); Großgemeinde Wanfa (万发镇); Großgemeinde Waxing (洼兴镇); Großgemeinde Xiji (西集镇); | Großgemeinde Xinglong (兴隆镇); Gemeinde Dexiang (德祥乡); Gemeinde Fengle (丰乐乡); Gemeinde Fujiang (富江乡); Gemeinde Hongguang (红光乡); Gemeinde Huashan (华山乡); Gemeinde Shanhou (山后乡); Gemeinde Songhuajiang (松花江乡); Gemeinde Zhendong (镇东乡). |

## Persönlichkeiten
- Zhang Zuoji (1945–2021), Politiker